# Сотбис
Сотбис (енгл. Sotheby’s) је позната аукцијска кућа са главним одељењима у Њујорку, Лондону, Паризу, Женеви и Хонг Конгу (укупно их има око 80). Она припада водећим светским аукцијским кућама за трговину уметничким и антиквитетним предметима. Преузеће има око 300 запослених експерата који су стручњаци за око 70 различитих врста колекционарства, на пример: слике, намештај, музички инструменти, рукописи, скулптуре, теписи, вино, накит, аутомобили и некретнине. 
Фирму Сотбис основао је књижар Семјуел Бејкер 11. марта 1744 у Лондону. Данашња правна форма Сотбиса је акционарско друштво. 